# The Last Rebel
The Last Rebel ist ein im deutschen Sprachraum nicht aufgeführter, 1971 von Denys McCoy, dem Sohn der Künstlerin Ann Wyeth McCoy inszenierter Western, zu dem die Rockmusiker Tony Ashton und Jon Lord die Filmmusik beisteuerten.

## Handlung
1865, Missouri. Nach dem gerade beendeten Bürgerkrieg fliehen die Konföderierten Hollis Burnside und Matt Graves vor einigen Nordstaatlern, die sie ins Gefängnis bringen möchten. Dabei retten sie den Farbigen Duncan, der sich daraufhin ihnen anschließt, vor einem Lynchmob. Als Hollis beim Billard eine Menge gewinnt, gibt er Matt davon nichts ab, was die beiden zu Feinden werden lässt. Matt organisiert eine Gruppe von Banditen, die das Geld stehlen sollen. Bald stehen sich Hollis, der von Duncan unterstützt wird, und Matt mit seinen Leuten gegenüber und suchen mit ihren Pistolen und Gewehren die Entscheidung.

## Kritik
Die New York Times ließ vor allem an Hauptdarsteller Namath kein gutes Haar, der „in einem Stil, den man als schüchtern bezeichnen könnte, spiele und den ganzen Film über nur peinlich berührt aussehe oder grinse.“

## Bemerkungen
Der Film entstand in Koproduktion mit italienischen Geldgebern und Stabmitgliedern.
Produzent Spangler spielt unter dem Namen „Larry Laurence“ eine Kleinrolle.
Die Filmlieder „I'm Dying For You“ und „Oh, Matilda“ werden von Ashton, Gardner & Dyke gespielt.